# Rémy Bélanger de Beauport
Rémy Bélanger de Beauport est un musicien canadien d'improvisation libre par le biais du violoncelle.

## Biographie
Originaire de Québec (ville), diplômé en composition et en théorie musicale de l’Université McGill et en mathématiques de l’Université du Québec à Montréal,, Rémy Bélanger de Beauport signe en 2016 avec l'étiquette Ambiances Magnétiques et propose l'album D'éclisses. Étant mathématicien, le musicien a un intérêt pour la danse, le noise rock ainsi que la musique électronique.  
En 2017, il offre des ateliers d'improvisation musicale à l'Ampli de Québec et fonde l'ensemble de musique improvisée de Québec.

## Discographie (partielle)

### En solo ou en collaboration
- 2016 : D’éclisses - Ambiances Magnétiques AM 233.
- 2016 : Angenehmer Duft avec Félix-Antoine Morin - Kohlenstoff Records KOHL 34.